# Diedrich Adolph von der Recke
 Der er for få eller ingen kildehenvisninger i denne artikel, hvilket er et problem. Du kan hjælpe ved at angive troværdige kilder til de påstande, som fremføres i artiklen.

Diedrich Adolph rigsfriherre von der Recke (født 27. oktober 1752 i Kristiansand, død 3. oktober 1816 i Fredensborg) var en dansk landinspektør og oberst i Ingeniørkorpset. 
Recke var søn krigskommissær Ernst David rigsfriherre von der Recke og Louise f. Reetz. Han indtrådte i 1774 i artilleriet og blev året efter udnævnt til sekondløjtnant. Allerede i 1778 fortsatte han til ingeniørkorpset og blev i 1781 premierløjtnant. Sine evner inden for ingeniørvidenskaben brugte han efterfølgende som landmåler og fra 1785 som landinspektør. Han blev dernæst udnævnt landvæsens- og sandflugtskommissær for Frederiksborg og Kronborg Amter og bosatte sig i denne stilling i Fredensborg, hvorfra kortlagde store områder af Sjælland. Han genindtrådte siden i ingeniørkorpset af flere omgange, avancerede til kaptajn i 1791, major i 1800, oberstløjtnant i 1808 og oberst i 1811.    
Reckes største bedrift, som gjorde ham berømt i sin samtid, var imidlertid hans ledende rolle ved udgravningen af Esrum Kanal, som bragte brænde fra Gribskov ved Esrum Søs vestbred til Dronningmølle, hvorfra det blev sejlet til København. Recke, som blev betroet opgaven af Frederik 6., udviste et imponerende ingeniørtalent ved planlægningen af dette enorme og kostbare arbejde, som blev færdiggjort i 1805. For sine bedrifter, både som militærmand og landinspektør, blev han udnævnt Ridder af Danneborg i 1809.
Recke giftede sig i 1784 med Charlotte Amalie f. Meredin. Parret fik seks voksne børn.
Diedrich Adolph von der Recke er begravet ved Asminderød Kirke.